# William A. Noyes

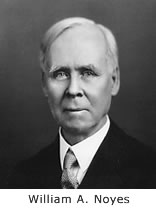
William A. Noyes

William Albert Noyes (* 6. November 1857 bei Independence, Iowa; † 24. Oktober 1941 in Urbana (Illinois)) war ein US-amerikanischer Chemiker.
William Noyes studierte am Grinnell College, schloss 1879 mit dem Bachelor ab und lehrte danach dort Analytische Chemie. Ab 1881 studierte er an der Johns Hopkins University, an der er 1882 bei Ira Remsen promoviert wurde (On the oxidation of benzene with chromic acid). Die Doktorarbeit verschaffte ihm auch einen Master-Abschluss am Grinnell College. Zur Finanzierung seines Studiums führte er nebenbei chemische Wasseranalysen aus. Nach der Promotion war er Instructor an der University of Minnesota, Professor an der University of Tennessee und ab 1886 Professor am Rose Polytechnic Institute (heute Rose-Hulman Institute of Technology) in Terre Haute, Indiana. 1903 wurde er der Chefchemiker des US National Bureau of Standards (NBS) in Baltimore. Dort erwarb er sich einen Ruf durch sehr genaue Bestimmung von Atommassen. Zum Beispiel bestimmte er das Verhältnis der Atommasse von Wasserstoff zu Sauerstoff auf 1,00787:16. 1907 wurde er Professor an der University of Illinois at Urbana-Champaign und Leiter der Fakultät für Chemie. Dort baute er die Chemiefakultät zu einer der führenden des Landes aus und widmete sich vor allem der Organischen Chemie, zum Beispiel in der Bestimmung der Struktur von Campher. 1926 ging er in den Ruhestand.
Von 1902 bis 1917 war er Herausgeber des Journal of the American Chemical Society und er gründete 1907 Chemical Abstracts (später Chemical Abstracts Service (CAS)), dessen erster Herausgeber er bis 1910 war. 1910 wurde er in die National Academy of Sciences, 1913 in die American Academy of Arts and Sciences gewählt. 1920 folgte er auf William H. Nichols als Präsident der American Chemical Society. 1924 gründete er Chemical Reviews und war dessen erster Herausgeber bis 1926. Nach dem Ersten Weltkrieg bemühte er sich vergeblich um eine Annäherung zwischen französischen und deutschen Chemikern.
1908 erhielt er zusammen mit H. C. P. Weber die Nichols Medal für die Bestimmung der Atommasse von Chlor. 1935 erhielt er die Priestley-Medaille und 1919 die Willard Gibbs Medal. Sein Sohn William Albert Noyes junior (1898–1980) aus erster Ehe (Noyes war dreimal verheiratet) war ebenfalls Chemiker und erhielt ebenso wie sein Vater die Priestley und Gibbs Medal.